# 計算機
計算機（けいさんき）は、計算を機械的に、さらには自動的に行う装置である。もとは計算を手作業で行う計算手（けいさんしゅ）の概念から発展していったもので、それら人間が行う計算を援助するのみのものや、手動操作で自動的ではないものなどは計算器という文字表現をすることがある。

## コンピュータの同義語としての計算機、計算機械、計算器

### 日本語における用語と用法
学術分野では、計算機科学（コンピュータ科学、Computer Science）をはじめとして、Computer (コンピュータ) の訳語として「計算機」が使われる。なお、コンピュータ科学の専門用語・学術用語として、コンピュータという語が指すよりもより広く計算する機械を指す言葉に、「計算機械」もある。
「計算機」「計算機械」は、英単語の computer（computing machine）や calculator（calculating machine）に対応する。
法律などの分野でも、「コンピュータ」の訳語として「電子計算機」という言葉が広く浸透し、用いられている。
税法上の「計算機」（電卓なども含む）は明確に定義されており、国税庁の通達では『電子計算機のうち検査ビット（パリティビット）を除く記憶容量が12万ビット未満のもの』は「計算機」として扱うことができる、と定義している。

### 電算機
電子計算機の略語「電算機」がある。派生してコンピュータを配置した部屋を電算室、電算機室と呼ぶこともある。メインフレーム時代に多用された語であるが、誕生はもっと古く、「電子」でないリレー式計算機だった最初期の富士通コンピュータFACOMによる計算サービスにおいて「電子ではないけれど」といったニュアンスで使い始めた語だ、としている文献がある。コンピュータの利用形態の変化にともない、近年はサーバ室やデータセンターの語がある。

## 数値計算専用の計算機
「計算機」は、電卓（電子卓上計算機）のような、数値計算専用のものを特に指して言う場合がある。

### アナログ計算機
「長さ」「力」「電圧」などといった、連続的な物理量を、実数値であらわすものとして、アナログ量のまま利用する計算機がアナログ計算機である。

### デジタル計算機

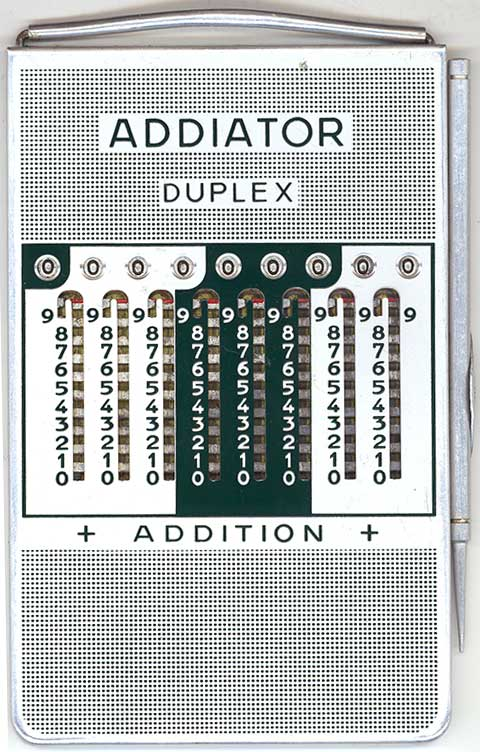
計算器（の一例）

計数型計算機とも言う。計算の対象を、整数のような区切られた離散値(digital value)を取るもの（ディジタル）として計算する計算機である。
算盤やそろばんのように計算の補助として利用する器具も古くから利用されている。

## 注
1. ↑  日本における計算機の歴史：富士通における計算機開発の歴史